# Gagnac-sur-Cère
Gagnac-sur-Cère là một xã thuộc tỉnh Lot trong vùng Occitanie phía tây nam nước Pháp.